# 1917 en Inde
Chronologie de l'Inde
- 1913
- 1914
- 1915
- 1916
- 1917
- 1918
- 1919
- 1920
- 1921

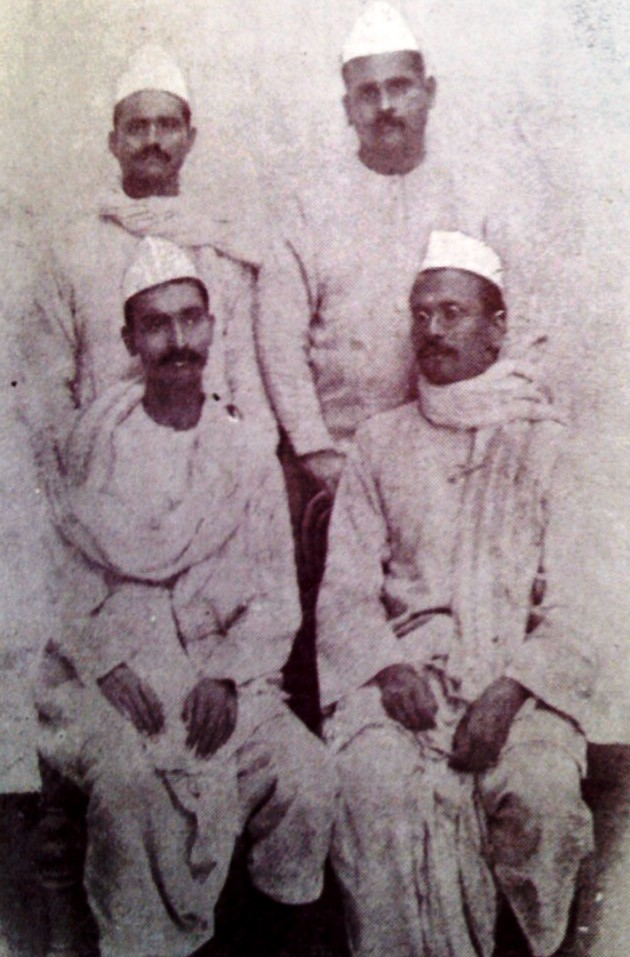
Champaran Satyagraha : soulèvement d'agriculteurs.

Cette page concerne les évènements survenus en 1917 en Inde  :

## Évènement
- Le Congrès national indien réclame l'autonomie de l'Inde.
- Champaran Satyagraha (en), premier mouvement Satyagraha mené par Gandhi en Inde considéré comme une révolte historiquement importante dans le mouvement pour l'indépendance de l'Inde. Il s'agit d'un soulèvement d'agriculteurs qui a lieu dans le district de Champaran, dans le Bihar, en Inde, pendant la période coloniale britannique. Les agriculteurs protestent contre le fait de devoir cultiver l'indigo sans être payés ou presque.
- 20 août :  Le secrétaire d'État de l'Inde annonce que la politique britannique en Inde prévoit le développement graduel d'institutions autonomes et la mise en place progressive d'un gouvernement responsable.

## Cinéma
- Sortie du film Keechaka Vadham.

## Littérature
- Kasikhandamu (en), œuvre littéraire télougou du poète Srinatha (en) du XVe siècle, republiée en 1917 avec une préface de Nidudavolu Venkatarao (en).

## Création
- Archidiocèse de Patna, en tant que vicariat apostolique, promu archidiocèse en 1919.
- Asam Sahitya Sabha (en), association littéraire d'Assam.
- Balsakha (en), magazine pour enfant.
- Bharat Sevashram Sangha (en), organisation caritative.
- Collège scientifique pour femmes de Maharani, Mysore (en)
- Institut de recherche orientale Bhandarkar (en)
- Musée de Patna (en)
- Université de Patna

## Dissolution
- Corps de cadets impérial (en)

## Naissance
- Indira Gandhi, Première-ministre.
- G. V. Iyer (en), acteur et réalisateur.
- Chandrakant T. Patel (en), entrepreneur.
- M. G. Ramachandran, acteur et personnalité politique.
- T. Nagi Reddy (en), personnalité politique.
- Ramanand Sagar, réalisateur, scénariste et producteur.

## Décès
- Dadabhai Naoroji, personnalité politique et économiste.